# 郭建
郭建（1913年1月24日—2000年3月23日），原名郭见恩，女，湖南株洲人。中華人民共和國政治人物。

## 生平
郭建1934年考入清華大學，后參加一二九運動，從事統戰工作。皖南事變后，奔赴蘇中地區參與抗戰。1941年后，曾任苏中二专署财经处处长、粮食局局长，苏皖边区第二行政区财经委员会副主任、货物管理分局局长。中華人民共和國成立后，供職于上海財政經濟委員會、上海市婦聯等单位。文化大革命期間遭受迫害。1978年，起用為中華人民共和國交通部副部長、中紀委委員。1987年退休后，任国务院上海经济区规划办公室顾问，宋庆龄基金会常务理事。2000年3月23日在北京逝世, 终年87岁。